# Ахмаду Талл
Ахмаду Талл (араб. أحمدو تال; нар. 21 червня 1836 — 15 грудня 1897) — 3-й володар імперії тукулерів в 1888—1893 роках. Повне ім'я Ахмаду Секу аль-Мадані аль-Кабір ат-Тіджані. Відомий також як Ахмаду Секу Талл.

## Життєпис
Походив з племені тукулерів, належав до стану торобде. Син Омара Саїду Талла. Народився 1836 року, коли батько мешкав в халіфаті Сокто. 1854 року приєднався до походів батька проти сусідів. Відзначився у кампанії 1860—1861 років проти імперії Сегу. Після підкорення останньої призначається альмамі (намісником) Сегу.
У 1864 році гине батько, але новим халіфом обирається стриєчний брат Ахмаду — Тідіані, хоча альмамі Сегу також претендував на трон. Визнаючи номінально нового володаря, Ахмаду Талл діяв загалом самостійно.
Спочатку відбив спроби Кеге Марі, фаами бамбари, повернути собі Сегу. Потім зосередив увагу на заході держави. 1866 року почав перемовини з державою Кенедугу щодо спільних дій проти бамбара і французів. 1868 року повалив Мустафу Ба, номінального альмамі Фута-Торо, що спирався на французів. За цим оголошений новим правителем Фута-Торо. 1869 року допоміг Лат Діору посісти трон Кайору. Тут стикнувся з французами та їх союзниками.
1874 року повалив Бакан-Там Хаарі, оголосивши себе буурба (володарем) держави Волоф. В результаті потуга Імперії тукулерів досягла піку. Але вже 1875 році, відчуваючи небезпеку з боку амбіцій Ахмаду талла, його колишній союзник Лат Діор перейшов на бік Франції. 1875 року у новій війні Ахмаду Талл зазнав поразки, внаслідок чого втратив владу у Волофі і Фута-Торо.
Продовжив з перемінним успіхом війну з французами до 1881 року, але зазнав поразки. В результаті мусив укласти угоду, за якою надав французьким торгівцям особливі права у своїх володінням. За цим зосередив увагу на підкоренні напівнезалежних братів: 1884 року повалив брата Мухаммада Мунтагу Талла, що панував в Ніоро, потім змусив визнати свою владі Ніамоді в Каарті, але залишив його як альмамі й халіфу (намісника).
У 1887 році почалася нова війна з Францією, війська якої захопили Кіту і Бамако. 12 травня 1887 року Ахмаду Талл підписав нову угоду, якою визнав французький протекторат.
1888 року після смерті Тідіані Талла рушив до Масини, де оголошений новий володарем Імперії тукулерів. 1889 року відбив спробу французів захопити Сегу. За цим повалив свого небожа Муніру Талла, альмамі і фааму Масини.
1890 року доєднався до антифранцузької коаліції, яку ініціював Аль-Бурі, буурба Волофу. В результаті починається нова війна з французами. останні невдовзі захопили Сегу. Того ж року брат Ахмаду Талла — Ніамоді, альмамі Каарти, також зазнав поразки, внаслідок чого цю область було приєднано до французьких володінь.
Проте до 1892 року Ахмаду Талл і Аль-Бурі продовжували спротив, здійснюючи блискавичні рейди. 1891 року втратив Ніоро. 26 квітня 1893 року в битві біля Дуенци (відома також як битва при банджагарі) вони зазнали тяжкої поразки від французів. В результаті вирішили відступати до халіфату Сокто, де отримати допомогу. Прорвавшись скрізь ворожі та повсталі племена, союзники досягли Сокто. Тут 1897 року під час невеликої сутички Ахмаду Талла було вбито туарегами.